# Кавказка червеноопашка
Кавказка червеноопашка (Phoenicurus erythrogastrus) е вид птица от семейство Muscicapidae.

## Разпространение
Видът е разпространен в Афганистан, Азербайджан, Бутан, Грузия, Индия, Китай, Казахстан, Киргизстан, Монголия, Непал, Пакистан, Русия, Таджикистан, Туркменистан и Узбекистан.